# Ciriaco Benavente Mateos
Ciriaco Benavente Mateos (Malpartida de Plasencia, 3 de janeiro de 1943) é um clérigo espanhol e bispo católico romano emérito de Albacete.

## Biografia
Ciriaco Benavente Mateos concluiu os estudos eclesiásticos no Seminário Menor e Maior de Plasencia. Obteve o Diploma em Sociologia pela Universidade de Salamanca. Recebeu o Sacramento da Ordem em 4 de junho de 1966 para a Diocese de Plasencia.
Após a ordenação sacerdotal foi nomeado coadjutor e depois pároco. De 1979 a 1982 foi Reitor do Seminário Maior de Plasencia; mais tarde, de 1982 a 1990, diretor espiritual do mesmo seminário. De 1990 a 1992 foi Vigário Geral da Diocese de Plasencia.
Em 17 de janeiro de 1992, o Papa João Paulo II o nomeou Bispo de Coria-Cáceres. O núncio apostólico na Espanha, o arcebispo Mario Tagliaferri, consagrou-o bispo em 22 de março do mesmo ano; os co-consagrantes foram o Arcebispo de Toledo, Cardeal Marcelo González Martín, e o Arcebispo de Burgos, Santiago Martínez Acebes.
Em 16 de outubro de 2006, o Papa Bento XVI o nomeou Bispo de Albacete. A posse ocorreu em 16 de dezembro do mesmo ano.
Na Conferência Episcopal Espanhola, foi Presidente da Comissão Episcopal das Migrações de 1999 a 2005. Também foi membro da Comissão Episcopal das Migrações e da Pastoral Social.
O Papa Francisco aceitou sua aposentadoria em 25 de setembro de 2018.

De 8 de janeiro a 15 de outubro de 2022, foi Administrador Apostólico da Diocese de Plasencia até a nomeação de um novo bispo.